# Limassol Arena
Limassol Arena, znany również jako Alphamega Stadium – stadion piłkarski w Limassolu na Cyprze. Na tym stadionie grają swoje mecze Aris Limassol, AEL Limassol i Apollon Limassol. Arena została wybudowana w 2022 roku, a jej pojemność wynosi 10 300 miejsc siedzących.